# Odin (Kansas)
Odin es un lugar designado por el censo ubicado en el condado de Barton  en el estado estadounidense de Kansas. En el año 2010 tenía una población de 101 habitantes.

## Geografía
Odin se encuentra ubicado en las coordenadas 38°33′55.33″N 98°36′31.75″O / 38.5653694, -98.6088194 (38.56537° -98.60882°).